# 레이디제인의 2시
《레이디제인의 2시》는 대한민국의 방송국인 한국방송공사의 라디오 채널 KBS 쿨FM(수도권 89.1MHz)에서 오후 2시부터 오후 4시까지 방송된 라디오 프로그램이다.

## 개요
2011년 11월 7일에 첫방송을 시작했고, 초기의 진행자였던 홍진경에서 2013년 가을 개편으로 가수 조정치, 하림으로 교체되어 방송해오다가 2014년 봄 개편으로 하림이 하차하고 코미디언 장동민이 조정치와 함께 진행했다. 조정치는 같은 해 개편으로 12월 31일까지 DJ를 맡다가 하차하고, 2015년 1월 1일부터 가수 레이디 제인이 장동민과 함께 프로그램 DJ가 되었다. 이후 2015년 6월 14일 방송을 마지막으로 폐지되었다.

## 역대 진행자
- 초대 : 홍진경 - 2011년 11월 7일 ~ 2013년 10월 27일
- 2대 : 조정치, 하림 - 2013년 10월 28일 ~ 2014년 4월 6일
- 3대 : 조정치, 장동민 - 2014년 4월 7일 ~ 2014년 12월 31일
- 4대 : 장동민[1], 레이디 제인 - 2015년 1월 1일 ~ 2015년 6월 14일

## 코너

### 매일 코너
- 텔레파시 퀴즈
- 사연과 신청곡
- 사서함 891호
- 화가 치민다

### 요일별 코너
- 월요일 : 두시가 간다
- 화요일 : 어서옵SHOW!
- 수요일 : 짜증나게 뭐야?
- 목요일 : 차트 그까이꺼
- 금요일 : 앙대여 대여,아따 왜?
- 토요일 : 그.입.쫌!
- 주말 : C급 사연이야
- 일요일 : 오늘 뭐해